# Eishockey-Bundesliga 1964/65
Die Saison 1964/65 der Eishockey-Bundesliga war die siebte Spielzeit der Bundesliga, der höchsten deutschen Eishockeyliga. Deutscher Meister wurde der EV Füssen, der mit zwölf Punkten Vorsprung auf den zweitplatzierten EC Bad Tölz seinen zwölften Meistertitel gewinnen konnte. Aufgrund der Aufstockung der Liga von acht auf zehn Teilnehmer zur folgenden Saison stiegen Preussen Krefeld und die Düsseldorfer EG direkt in die Bundesliga auf, in der Relegation setzte sich der bisherige Oberligist VfL Bad Nauheim gegen den TuS Eintracht Dortmund durch.

## Voraussetzungen

### Teilnehmer
- EC Bad Tölz
- TuS Eintracht Dortmund
- EV Füssen (Titelverteidiger)
- ESV Kaufbeuren
- Krefelder EV
- EV Landshut
- Mannheimer ERC
- SC Riessersee

### Modus
Wie im Vorjahr bestritten die acht teilnehmenden Mannschaften zunächst eine Einfachrunde, nach der sich die besten vier Vereine für die Meisterrunde qualifizierten. Dort wurde schließlich unter Mitnahme der Vorrundenpunkte und erneut in einer Einfachrunde der Deutsche Meister ermittelt. Die übrigen vier Mannschaften bestritten, ebenfalls unter der Mitnahme der Vorrundenpunkte, eine Abstiegsrunde, deren letztplatziertes Team ein Relegationsspiel gegen den Dritten der Oberliga bestreiten musste. Infolge der Aufstockung der Liga von acht auf zehn Mannschaften stiegen der Meister sowie der Vizemeister der zweithöchsten Spielklasse zudem direkt in die Bundesliga auf.

## Vorrunde
|    |                    | Sp | S  | U | N  | Tore  | Punkte |
| -- | ------------------ | -- | -- | - | -- | ----- | ------ |
| 1. | EV Füssen          | 14 | 14 | 0 | 0  | 93:24 | 28:0   |
| 2. | EC Bad Tölz        | 14 | 09 | 0 | 05 | 57:59 | 18:10  |
| 3. | ESV Kaufbeuren     | 14 | 07 | 2 | 05 | 61:49 | 16:12  |
| 4. | Mannheimer ERC     | 14 | 07 | 1 | 06 | 65:54 | 15:13  |
| 5. | SC Riessersee      | 14 | 06 | 0 | 08 | 39:54 | 12:16  |
| 6. | EV Landshut        | 14 | 05 | 1 | 08 | 34:51 | 11:17  |
| 7. | Krefelder EV       | 14 | 03 | 2 | 09 | 39:55 | 08:20  |
| 8. | Eintracht Dortmund | 14 | 02 | 0 | 12 | 32:74 | 04:24  |

Abkürzungen: Sp = Spiele, S = Siege, U = Unentschieden, N = Niederlagen.

Erläuterungen: Meisterrunde, Abstiegsrunde

## Meisterrunde
|    |                | Sp | S  | U | N  | Tore    | Punkte |
| -- | -------------- | -- | -- | - | -- | ------- | ------ |
| 1. | EV Füssen      | 20 | 18 | 1 | 01 | 133:048 | 37:03  |
| 2. | EC Bad Tölz    | 20 | 12 | 1 | 07 | 083:081 | 25:15  |
| 3. | Mannheimer ERC | 20 | 10 | 1 | 09 | 090:087 | 21:19  |
| 4. | ESV Kaufbeuren | 20 | 8  | 2 | 10 | 082:082 | 18:22  |

Abkürzungen: Sp = Spiele, S = Siege, U = Unentschieden, N = Niederlagen.

Erläuterungen: Meister.

## Abstiegsrunde
|    |                    | Sp | S  | U | N  | Tore    | Punkte |
| -- | ------------------ | -- | -- | - | -- | ------- | ------ |
| 1. | SC Riessersee      | 20 | 09 | 2 | 09 | 079:067 | 20:20  |
| 2. | EV Landshut        | 20 | 09 | 2 | 09 | 058:067 | 20:20  |
| 3. | Krefelder EV       | 20 | 04 | 5 | 11 | 056:077 | 13:27  |
| 4. | Eintracht Dortmund | 20 | 02 | 2 | 16 | 045:108 | 06:34  |

Abkürzungen: Sp = Spiele, S = Siege, U = Unentschieden, N = Niederlagen.

Erläuterungen: Abstieg.

## Ranglisten

### Beste Torschützen
| Spieler       | Team           | Spiele | Tore |
| ------------- | -------------- | ------ | ---- |
| Rudi Pittrich | EC Bad Tölz    | 20     | 23   |
| Peter Rohde   | Mannheimer ERC | 20     | 20   |
| Ernst Köpf    | EV Füssen      | 20     | 20   |

### Beste Verteidiger
| Spieler        | Team           | Spiele | Tore |
| -------------- | -------------- | ------ | ---- |
| Leonhard Waitl | EV Füssen      | 20     | 17   |
| Paul Ambros    | EV Füssen      | 20     | 8    |
| Werner Lorenz  | Mannheimer ERC | 20     | 8    |

## Kader des Deutschen Meisters
| Deutscher Meister EV Füssen | Torhüter: Harry Lindner, Günther Knauss Verteidiger: Paul Ambros, Rudolf Simon, Hansjörg Nagel, Peter Schwimmbeck, Leonhard Waitl, Rudolf Thanner Angreifer: Siegfried Schubert, Ernst Trautwein, Gustav Hanig, Heinz Weisenbach, Heinz Sohmen, Gottfried Groß, Manfred Gmeiner, Georg Scholz, Rudolf Gröger, Helmut Zanghellini, Ernst Köpf, Bernd Kuhn, Walter Krötz Cheftrainer: Markus Egen |

## Relegation
Für die Relegation hatte sich der VfL Bad Neuheim als Dritter der Oberliga qualifiziert. Er setzte sich gegen den Bundesligaletzten Eintracht Dortmund durch.
| 12. März 1965 | Eintracht Dortmund | 3:8 | VfL Bad Nauheim | Dortmund |

| 19. März 1965 | VfL Bad Nauheim | 11:0 | Eintracht Dortmund | Bad Nauheim |